# Калиновка (Чановський район)
Калиновка (рос. Калиновка) — присілок у Чановському районі Новосибірської області Російської Федерації.
Входить до складу муніципального утворення Землянозаїмська сільрада. Населення становить 76 осіб (2010).

## Історія
Згідно із законом від 2 червня 2004 року органом місцевого самоврядування є Землянозаїмська сільрада.

## Населення
| 2002 | 2007 | 2010 |
| ---- | ---- | ---- |
| 144  | ↗147 | ↘76  |